# Xã Newburg, Quận Izard, Arkansas
Xã Newburg (tiếng Anh: Newburg Township) là một xã thuộc quận Izard, tiểu bang Arkansas, Hoa Kỳ. Năm 2010, dân số của xã này là 712 người.